# 옵티머스 사태
옵티머스 사태는 2020년 대한민국의 사모펀드 사기 사건이다. 옵티머스자산운용은 증권사 등의 펀드 가입권유를 통해 투자자 2900여명으로부터 1조 2000억원을 모은 뒤, 안정적인 정부채권에 투자한다고 투자자들을 속이고, 실제로는 조폭이 사장인 부실기업 채권에 투자했다가 5500억원을 손실봤다. 원금의 손실이 막대하여 옵티머스자산운용은 결국 환매중단 사태를 일으켰다. 옵티머스 펀드의 약 80%를 NH투자증권이 판매했다.
비슷한 시기에 먼저 발생된 라임 사태와 비교하면, 라임 사태는 처음에는 실적이 좋았다가 나중에 망한 사건이고, 옵티머스 사태는 처음부터 투자자를 속이고 조폭 회사에 투자해 5천억원을 날린 사건이다.

## 역사

### 배경
2009년 4월, 이혁진은 에스크베리타스자산운용을 설립했다. 이혁진은 신영증권, 씨티글로벌마켓증권, 마이에셋자산운용, CJ자산운용 등에서 근무했다. CJ 자산운용에서는 특별자산운용본부장으로 골프장, 보석, 영화 등 특별자산에 투자하는 독특한 펀드를 운용해 주목을 받기도 했다.
2009년 11월 18일, 금융위원회는 제21차 정례회의에서 에스크베리타스자산운용이 신청한 금융투자업을 인가했다고 밝혔다. 에스크베리타스자산운용이 인가받은 금융투자업의 종류는 집합투자업이며 취급하는 금융투자상품의 유형은 부동산 집합투자기구로 이 부문에 특화·전문화된 업무영역을 구축하고자 하는 것이라고 설명했다.
2012년 4월 11일 실시된 제19대 국회의원 선거에서 이혁진은 민주통합당(현 더불어민주당)의 서울 서초갑 후보로 출마했다 낙선했다.
낙선 후 2012년 제18대 대통령 선거 당시 이혁진 전 대표는 문재인 대선캠프에서 금융정책특보를 맡았다. 이혁진 전 대표는 블로그를 통해 "대선후보의 경선 일정대로 전국 곳곳을 다니며 문재인 후보님께 힘이 되고자 열심히 뛰고 있다" "정권교체만이 정답이고 그래야만 대한민국 역사가 새롭게 쓰이게 될 것" 등의 글을 남기기도 했다.
2013년, 이혁진 대표의 횡령·배임 의혹이 불거졌다. 즉 2013년 2월부터 2017년 3월까지 총 423회에 걸쳐 회사 계좌에서 개인 계좌로 자금을 이체해 개인용도로 사용하는 등 70억여 원을 횡령한 혐의 등을 받았다. 당시 에스크베리타스자산운용은 이혁진 대표를 20억원 규모 횡령과 배임 혐의로 고발하고 이사회를 열어 해임을 시도했다. 당시 이 대표는 각자대표였던 김진수 전 대표가 경영권을 뺏기 위해 벌인 일이라고 주장했다. 그러나 상당한 지분을 가졌던 신영증권이 이혁진 전 대표의 손을 들어주면서 대표직을 지켰다.
2015년 6월 30일, 에스크베리타스자산운용에서 AV자산운용으로 사명을 변경했다. 전문사모집합투자업을 금융위원회에 등록해 사모펀드 운용사가 되었다.
2016년 이혁진은 강간치상 혐의로 기소돼 징역 2년 6개월에 집행유예 4년을 받았다.
2017년 7월, AV자산운용에서 옵티머스자산운용으로 사명을 변경했다.
2018년 3월 22일 이혁진은 횡령·조세 포탈·상해·성범죄 등 5개 사건에 연루돼 검찰 조사를 받던 중 베트남으로 출국해 문재인 대통령의 베트남·아랍에미리트(UAE) 순방 일정을 따라다닌 뒤 잠적했다.
이혁진 전 대표는 LA중앙일보에 “2018년 3월 (베트남에서) 유영민 당시 과학기술정보통신부 장관을 만나 (전파진흥원 관련) 민원을 제기했다”고 말했다. 유영민 전 장관은 당시 문재인 대통령의 베트남·아랍에미리트 순방에 함께했다. 그랬던 유영민을 이혁진이 2018년 3월 22일 베트남에서 만나 억울함을 호소했고, 과기부가 산하 전파진흥원에 민원을 넣었다는 것이다. 실제로 유영민과 이혁진의 만남이 있은 지 한 달만인 2018년 4월 과기부는 전파진흥원을 감사했다. 이혁진은 “(유영민을 만나) 2017년 10월부터 (김재현 대표 펀드에) 문제가 있고, 사기라는 사실을 제기했다”고 말했다.
즉 옵티머스자산운용 설립자 이혁진이 김재현 옵티머스 대표와 경영권 다툼을 하면서 정관계 인맥을 동원한 로비전을 벌이다 이혁진이 민원을 넣었고, 이 한국방송통신전파진흥원의 검찰에 대한 옵티머스자산운용(옵티머스)의 수사 의뢰로 인해 옵티머스 사태가 수면위로 불거진 것 아니냐는 분석이 나온다.
2019년 1월 15일 금융감독원은 70억 원대 횡령 혐의로 이혁진 전 대표를 검찰에 수사 의뢰했다.

### 발단
2020년 5월 10일경, 김재현 옵티머스자산운용 대표와 윤석호 변호사(사법연수원 41기)는 금융감독원 조사를 받던 중 '펀드 하자 치유 관련 문건'을 작성하여 검찰에 제출하였다. 그 안에는 “정부(문재인 정부)‧여당(더불어민주당) 관계자들이 펀드 수익자로 일부 참여해 있다. 그러니까 일부러 펀드 계약을 했다, 권력형 비리로 호도될 우려가 있다”는 등의 내용이 담겼다. 펀드 하자 치유 관련 문건에는 옵티머스의 설립자로 현 정부 주요 인사들과 학맥·인맥으로 얽힌 이 전 대표와 김 대표 간 경영권 분쟁 과정에서 민주당·정부 관계자들과 회사가 “직간접적으로 연결”됐다는 표현도 등장한다. 이 문건이 공개되며 정관계 로비 의혹이 불거지기 시작했다. 정씨는 이 밖에도 “김재현 대표가 앞으로 도피생활이나 증거인멸을 위해 필요한 내용을 작성한 문건들, 은닉에 관한 서류들을 발견했다”고 기억했다.
2020년 6월 22일 "제2 라임사태로 번지나...옵티머스발 환매중단 도미노 우려"라는 제목의 기사가 나왔다.
옵티머스자산운용은 증권사 등의 펀드 가입권유를 통해 투자자 2900여명으로부터 1조 2000억원을 모은 뒤, 안정적인 정부채권에 투자한다고 투자자들을 속이고, 실제로는 조폭이 사장인 부실기업 채권에 투자했다가 5500억원을 손실봤다. 원금의 손실이 막대하여  옵티머스자산운용은 결국 환매중단 사태를 일으켰다. 옵티머스 펀드의 약 80%를 NH투자증권이 판매했다.

### 이후의 언론 보도 내역
2020년 6월 19일, NH투자증권이 서울중앙지검에 옵티머스 임직원을 사기 등 혐의로 고발한 사건은 조사1부(당시 부장검사 오현철)에 배당됐다.
2020년 6월, 검찰은 청와대와 정·관계 인사 20여명의 실명이 적힌 옵티머스 내부의 ‘대책 문건’을 확보하였다. 수사팀이 압수수색으로 찾은 이 문건은 김재현(구속 기소) 옵티머스 대표가 작성했다. 이 문건에는 청와대 실장·비서관급 5명, 더불어민주당 인사 7~8명을 포함해 정·관계, 기업인 등 20여명이 등장한 것으로 전해졌다. 이들은 옵티머스 내부 분쟁에 관여했거나 옵티머스 펀드 수익자로 참여한 걸로 기록됐다.
2020년 6월, 이진아 청와대 민정수석실 행정관(사법연수원 41기)는 옵티머스에 대한 검찰의 압수수색 직후 청와대에 사표를 냈다. 사직 후에는 변호사 활동을 하였다. 이진아 전 청와대 민정수석실 행정관은 옵티머스자산운용의 지분 9.85%를 차명으로 보유한 주요 주주였음에도 이 사실을 숨기고 일했다는 의혹을 받고 있다. 특히 이 전 행정관의 남편인 윤석호 변호사(사법연수원 41기, 구속)는 옵티머스자산운용의 이사이자 옵티머스 관련 업무를 전담한 법무법인 한송의 대표 변호사였다.
이진아 전 청와대 민정수석실 행정관은 2019년 10월 청와대에 근무하기 직전까지 선박 부품 제조 업체 해덕파워웨이의 사외이사로 있었다. 옵티머스자산운용이 같은 해 2월 펀드 투자금으로 몇 개의 관계사를 거쳐 무자본 M&A 한 것으로 알려진 회사였다. 이진아는 이 M&A에 옵티머스가 ‘자금 세탁 창구’로 활용했던 셉틸리언의 최대 주주(50%)이다. 옵티머스 측이 해덕파워웨이를 인수하고 이진아 전 행정관이 이 회사 사외이사를 맡은 지 2개월 뒤인 2019년 5월, 이 회사의 전(前) 실소유주였던 박모(57)씨가 국제PJ파 부두목 조규석(61)씨에게 살해당하는 사건이 일어났다. 해덕파워웨이 인수 과정에 관여된 업체(트러스트올, 대부디케이 AMC) 등에는 조폭 출신인 옵티머스 최대주주 이동열씨(45세, 대부업체 대부디케이 AMC 대표), 윤석호 변호사 등이 경영진으로 참여하고 있었다.
2020년 7월 2일, 금융당국과 증권업계에 따르면 옵티머스는 2대주주인 이동열씨(45)가 2019년 1월 약 340억원에 사들인 경기도 용인의 스포츠센터(아트리파라다이스)를 1년 만인 2020년 2월 약 410억원에 매입해 준 것으로 확인됐다. 이 씨는 옵티머스로부터 2000억원대 투자를 받은 비상장사 20여곳 가운데 절반 가량의 대표이사로 등재된 핵심 인물로 꼽힌다. 조폭 출신이다.
2020년 7월 14일 조국은 "옵티머스·이혁진, 모르고 관련도 없다"고 SNS로 반박하였다.
2020년 7월 21일 해외에 체류 중인 이혁진 전 옵티머스자산운용 대표가 2019년 2월까지 횡령, 상해, 조세범처벌법 등 5개 혐의로 검찰 수사를 받다가 기소중지된 것으로 확인됐다.
2020년 7월 22일, 검찰은 김재현 옵티머스자산운용 대표를 구속 기소했다. 김재현 옵티머스 대표가 과거 민주당 공천을 받은 적이 있고 문재인 대통령 해외 행사에 초대받기도 하는 등 정관계 인맥이 있다는 주장이 있다. 조폭 출신인 옵티머스 최대주주 이모씨(45세, 대부업체 대부디케이 AMC 대표), 윤석호 변호사 등도 함께 구속되었다.

2020년 10월 8일 윤석열 검찰총장은 “옵티머스 로비 의혹 철저하게 수사하라”고 지시하였다.
2020년 10월 12일, 추미애 법무부 장관은 해외에 체류 중인 이혁진 전 옵티머스자산운용 설립자와 관련해 "범죄인 인도 청구를 하기 위해 상대국과 조율 중"이라고 밝혔다.
2020년 10월 14일, 문재인 대통령은 사모펀드 라임·옵티머스의 정·관계 로비 의혹에 대해 “의혹을 빨리 해소하기 위해 청와대는 검찰 수사에 적극 협조하라”고 지시했다.
2020년 10월 14일, 윤석열 검찰총장이 옵티머스 수사에 검사 10명 증원을 추미애 법무장관에게 요청했다. 법무장관은 5명만 증원해 주었다.
2020년 10월 14일, 옵티머스자산운용 전직 간부와 법조계 등에 따르면 옵티머스 사내 이사 윤석호(43‧사법연수원 41기) 변호사가 2020년 4월 “청와대에 있는 아내에게 얘기해서 사태를 막아보겠다”는 취지의 말을 경영진에 했다고 한다. 윤석호의 아내는 지난해 10월부터 올해 6월까지 청와대 민정비서관실 행정관으로 근무했던 이진아(36‧사법연수원 41기) 변호사다.
2020년 10월 15일, 시민단체 활빈단(대표 홍정식)은 "시중에 전현 정부고위직,청와대 요직 5명,정치인 8명을 적시한 출처 불명의 이른바 ‘옵티머스 로비명단’ 문건도 시중에 나돈다"면서, 엄정한 수사를 촉구했다.
2020년 10월 16일, 문재인 대통령은 청와대 내부 회의에서 "검찰 수사와 별도로 공공기관의 해당 펀드 투자 경위를 철저히 살펴보라"고 지시했다.
2020년 이혁진은 미국 캘리포니아주 샌프란시스코 일대에서 김치 판매·배달 사업을 하고 있다.
2020년 10월 19일 CBS 라디오 ‘김현정의 뉴스쇼’와 인터뷰에서 이혁진은 검찰 수사를 피하려고 해외로 도피했다는 의혹에 대해 “검찰로부터 단 한 차례도 소환 통보를 받은 적 없다”고 말했다. 그는 “날짜를 알고 출국한 게 아니라 하소연하고자 바로 출국했을 뿐”이라며 “가정이 있는 미국의 집으로 간 거지 도주한 게 아니다. 옵티머스 주범들이 잡히면 나에 대한 의혹이 풀릴 것이다. 그때 법정에 나가 증언하겠다”고 주장했다. 또한 이혁진은 "여권(문재인 정부 및 더불어민주당)과 연결된 게 아니라 사기사건"이라고 주장했다.
2020년 10월 19일 KBS 제1라디오 ‘주진우 라이브’와 인터뷰에서 이혁진은 임종석 대통령 외교안보특보와 친분을 언급했다. 이혁진 전 대표는 임종석 특보와 관계를 묻는 질문에 “같은 대학교 동문이다. 좀 안다”고 답했다. 그는 “친구는 아니고 (임종석 특보가) 나보다 나이도 한 살 많고 한국사회에서는 이제 보통 ‘형·동생’이라고 하는 정도로 표현한다”고 말했다. 그는 하지만 “나와 임종석 특보는 옵티머스와 전혀 연관이 없다”고 강조했다.
2020년 10월 27일 추미애 법무부 장관은 국정감사에서 논란이 된 검찰의 ‘옵티머스자산운용 봐주기 수사 의혹’과 관련해 감찰을 지시했다. 이에 따라 당시 서울중앙지검장이었던 윤석열 검찰총장이 사실상 감찰 대상이 됐다. 법무부는 윤석열 총장이 서울중앙지검장으로 재임 중이던 2019년 한국방송통신전파진흥원이 수사 의뢰했던 옵티머스 사건에 대해 “수사 과정에서 인수 자금에 대한 계좌 추적 등 기초적인 조사조차 거치지 않았다”며 “4개월 후 서울남부지검에서 그 자금을 유용한 혐의로 기소한 점 등에 비춰 서울중앙지검이 이른바 ‘봐주기’ 수사를 한 것은 아닌지 여부 및 그 과정에서 언론이 의혹을 제기하는 전직 검찰총장 등 유력 인사들의 로비에 의한 사건 무마가 있었는지에 관한 사항에 대해 감찰 진행을 지시했다”고 설명했다. 이로써 현직 검찰총장이 감찰 대상이 되는 초유의 사태가 현실화됐다. 윤석열 총장은 법무부 장관의 수사지휘권 행사를 수용하고 직을 유지한 첫 총장에 이어 법무부와 대검의 합동 감찰을 받는 첫 총장이라는 불명예를 안게 됐다.
2020년 11월 15일 라임 사태와 옵티머스 사태 두 사건이 기업사냥꾼 한모씨를 중심으로 이루어진 한뿌리일 수도 있다는 의혹이 제기되었다.

## 논란 및 의혹

### 문재인 정부 및 더불어민주당 연루 의혹

#### 이혁진의 행적
이혁진 전 대표는 임종석 전 청와대 비서실장, 송영길 더불어민주당 의원, 우상호 민주당 의원 등과 같은 시기에 남북경제문화협력재단(경문협) 활동을 같이 했다. 경문협은 2004년 남북 교류를 위해 설립된 비영리 민간단체로 임종석 전 실장은 2대 이사장(2005~2007년)을 맡은 뒤 최근까지도 주도적으로 활동해왔다.
2006년 6월 2~5일 이혁진은 임종석 특보와 함께 평양을 방문했다. 남북경제문화협력재단(경문협)에서 주관한 김일성종합대학 과학도서관 참관단 자격이었다. 당시 임종석 특보는 경문협 이사장, 이혁진은 이사였다. 임종석 특보는 2005년 7월 경문협 이사장으로 부임했고 이혁진 전 대표는 2006년 3월 총회에서 이사로 선출됐다. 통일뉴스의 2006년 3월 9일 <“北 인기가요, 남측 유명 가수가 부른다”> 기사를 보면 경문협은 이날 이혁진 전 대표 등 9명을 신임 이사로 선출했다. 이혁진 전 대표는 당시 CJ자산운용 상무였다.
2012년 제19대 국회의원 선거에서 이혁진은 민주통합당(현 더불어민주당)의 서울 서초갑 후보로 출마했다 낙선했다.
낙선 후 2012년 제18대 대통령 선거 당시 이혁진 전 대표는 문재인 대선캠프에서 금융정책특보를 맡았다. 이혁진 전 대표는 블로그를 통해 "대선후보의 경선 일정대로 전국 곳곳을 다니며 문재인 후보님께 힘이 되고자 열심히 뛰고 있다" "정권교체만이 정답이고 그래야만 대한민국 역사가 새롭게 쓰이게 될 것" 등의 글을 남기기도 했다.
이혁진 전 대표가 정치 활동 당시 문재인 대통령, 안희정 전 충남지사, 故노무현 대통령의 부인 권양숙 여사, 박원순 서울시장, 조국 전 법무부 장관, 친여 방송인 김어준과 촬영한 사진이 블로그에서 발견되기도 했다.
이혁진 전 대표는 LA중앙일보에 “2018년 3월 (베트남에서) 유영민 당시 과학기술정보통신부 장관을 만나 (전파진흥원 관련) 민원을 제기했다”고 말했다. 유영민 전 장관은 당시 문재인 대통령의 베트남·아랍에미리트 순방에 함께했다. 그랬던 유영민을 이혁진이 2018년 3월 22일 베트남에서 만나 억울함을 호소했고, 과기부가 산하 전파진흥원에 민원을 넣었다는 것이다. 실제로 유영민과 이혁진의 만남이 있은 지 한 달만인 2018년 4월 과기부는 전파진흥원을 감사했다. 이혁진은 “(유영민을 만나) 2017년 10월부터 (김재현 대표 펀드에) 문제가 있고, 사기라는 사실을 제기했다”고 말했다.
즉 옵티머스자산운용 설립자 이혁진이 김재현 옵티머스 대표와 경영권 다툼을 하면서 정관계 인맥을 동원한 로비전을 벌이다 이혁진이 민원을 넣었고, 이 한국방송통신전파진흥원의 검찰에 대한 옵티머스자산운용(옵티머스)의 수사 의뢰로 인해 옵티머스 사태가 수면위로 불거진 것 아니냐는 분석이 나온다.
2020년 10월 19일 CBS 라디오 ‘김현정의 뉴스쇼’와 인터뷰에서 이혁진은 검찰 수사를 피하려고 해외로 도피했다는 의혹에 대해 “검찰로부터 단 한 차례도 소환 통보를 받은 적 없다”고 말했다. 그는 “날짜를 알고 출국한 게 아니라 하소연하고자 바로 출국했을 뿐”이라며 “가정이 있는 미국의 집으로 간 거지 도주한 게 아니다. 옵티머스 주범들이 잡히면 나에 대한 의혹이 풀릴 것이다. 그때 법정에 나가 증언하겠다”고 주장했다.
2020년 10월 19일 KBS 제1라디오 ‘주진우 라이브’와 인터뷰에서 이혁진은 임종석 대통령 외교안보특보와 친분을 언급했다. 이혁진 전 대표는 임종석 특보와 관계를 묻는 질문에 “같은 대학교 동문이다. 좀 안다”고 답했다. 그는 “친구는 아니고 (임종석 특보가) 나보다 나이도 한 살 많고 한국사회에서는 이제 보통 ‘형·동생’이라고 하는 정도로 표현한다”고 말했다. 그는 하지만 “나와 임종석 특보는 옵티머스와 전혀 연관이 없다”고 강조했다.

#### 김재현·윤석호의 '펀드 하자 치유 관련 문건'

##### 문건의 주요 내용
2020년 5월, 김재현 옵티머스 대표가 '펀드 하자 치유 관련 문건'을 작성했다. 검찰 수사 도중, 옵티머스 이사 윤석호 변호사가 검찰에 제출했다. 펀드가 사기행각으로 투자자들의 원금 상당액이 사라지자, 이를 다른 고수익 사업에서 돈을 벌어서 메우는 대책을 세운 것이다.
'펀드 하자 치유 관련 문건'의 주요 내용은 다음과 같다.
- 이 문건에는 옵티머스 고문을 맡았던 채동욱 전 검찰총장이 2020년 5월 이재명 경기지사를 만나 봉현물류단지 패스트트랙 인허가를 논의했다고 해석할 수 있는 대목이 나온다. 인허가 시점은 2020년 9월, 예상 차익은 최소 1680억원이었다. 옵티머스 펀드 자금 5151억원 가운데 현재 4000억원 이상이 사라졌다. 검찰은 이 자금이 봉현물류단지 같은 수많은 부동산 개발 사업에 활용된 것에 주목하고 있다. 부동산 PF 사업은 각종 인허가 이슈가 있는 데다 정관계 로비로 활용될 소지가 크기 때문이다.[30]
- 이 문건에는 "한국남동발전과 추진하는 (태국) 바이오매스 발전소 프로젝트 투자를 이헌재 전 경제부총리의 추천으로 진행 중"이라고 기재되어 있다.
- 이 문건에는 '고문님들이 소개해 준 건설사 등에서 매출채권을 제공했다', '고문님들이 소개한 프로젝트 등을 기획 진행' 등 문구가 있다.[31]
- 이 문건에는 경기도 광주 봉현물류단지 사업과 관련, 고문인 채동욱 전 검찰총장이 이재명 경기도지사를 만나 인허가 청탁을 했다는 내용도 있다. 이에 대해선 이재명 지사와 채동욱 전 총장 모두 만난 적은 있다면서도 사업관련 청탁은 없었다고 의혹을 강하게 부인했다. 다른 관련자들도 연관성을 부인하고 있다.[31]

##### 문건에 나타난 '한국남동발전'
2020년 5월, 김재현 옵티머스 대표가 '펀드 하자 치유 관련 문건'을 작성했다. 검찰 수사 도중, 옵티머스 이사 윤석호 변호사가 검찰에 제출했다. 이 문건에는 "한국남동발전과 추진하는 (태국) 바이오매스 발전소 프로젝트 투자를 이헌재 전 경제부총리의 추천으로 진행 중"이라고 기재되어 있다.
2020년 초, 공기업인 한국남동발전은 옵티머스가 5000억여원의 해외사업을 제안하자 2주 만에 투자 적격 판정을 내려줬다. 실제 사업비는 집행되지 않았으나 이 사건이 수면 위로 드러나지 않았다면 수천억원을 날릴 뻔했다.
2020년 3월 13일, 김재현 옵티머스 대표가 한국남동발전 직원들과 미팅을 가지고, 4억4800만 달러(한화 5100억원) 상당의 태국 바이오매스 발전 관련 업무 협의를 했다.
2020년 3월 31일, 미팅 18일만에 한국남동발전은 해당 사업에 적격 판정을 내렸다. 태국 남부 송클라주 5개 군과 중부 수판부리주 5개 군에서 12㎿급 바이오매스 발전소 10개를 짓는 사업이다. 발전소 1개당 약 510억원이 투입되며 총 사업비는 5100억원에 달한다.
2020년 9월, 한국남동발전은 태국 현지 발전개발사인 우드플러스와 사업추진 양해각서(MOU)를 체결했다.
2020년 11월, 한국남동발전은 사업 타당성 조사 용역에 들어갈 예정이다.

##### 문건에 나타난 '고문님들'
옵티머스자산운용의 과거 홈페이지에는 양호 전 나라은행장 뿐만 아니라 이헌재 전 경제부총리, 채동욱 전 검찰총장, 김진훈 전 군인공제회 이사장을 자문단으로 소개됐다. 이헌재 전 경제부총리는 김대중 정부와 노무현 정부에서 두 차례나 재정경제부(현 기획재정부) 장관을 지냈다. 특히 국제 통화 기금(IMF) 외환위기 극복을 이끌어 'IMF 해결사'라는 별명도 지니고 있다.

##### 각계의 반응
2020년 9월 12일 법무부 국정감사에서 추미애 법무부 장관은 '펀드 하자 치유 관련 문건'에 관해 "금감원 조사에 대비한 허위 문건이라고 (작성자가) 주장하는 것으로 안다"고 서울중앙지검 보고내용을 언급했다.
2020년 10월 13일 금감원 국감에서 윤석헌 금융감독원장은 '펀드 하자 치유 관련 문건'에 관해 "진실성이 낮다고 느꼈다"고 말했다.
더불어민주당은 '펀드 하자 치유 관련 문건'에 관해 "시중의 카더라 통신을 인용하는 수준"(김태년 원내대표)이라고 여권 인사 연루 의혹을 일축했다. 청와대·여권 인사 등 20여명 이름이 적힌 리스트에 대해서도 '지라시' 수준에 불과하다는 결론을 내린 것으로 알려졌다.
하지만 '펀드 하자 치유 관련' 문건 내용 일부는 실제 사업이 추진된 사실이나 사실일 가능성이 있는 정황도 나타났으며, 이에 검찰의 수사 확대는 불가피하다는 전망이 나왔다. 또한 검찰 공소장에는 '펀드 하자 치유 관련 문건'의 내용이 포함되었다.

#### 이진아·윤석호 부부의 행적
이진아 전 청와대 행정관은 2012년 11월 당시 대선에 출마했던 문재인 대통령을 공개 지지한 것 등을 계기로 여권 인사들과 인연을 맺기 시작한 것으로 알려졌다. 강기정 전 청와대 정무수석, 이종걸 전 민주당 의원, 김현 전 의원 등이 기소된 국정원 댓글 관련 사건에는 이광철 청와대 민정비서관과 함께 변호인단으로 참여했다. 또 2015년 문재인 대통령이 당대표였던 새정치민주연합(현재 더불어민주당)의 당무감사 위원을 지냈는데 당시 위원장이 김조원 전 민정수석이었다. 결국 청와대에서 김조원 수석, 이 비서관 밑에서 일했다. 이진아 전 청와대 행정관이 청와대에 들어가기 두 달 전인 2019년 8월에는 언론 인터뷰에서 “검증을 이유로 조국 후보자에 대한 사생활 침해가 이뤄지고 있다”며 조국 전 장관을 적극 옹호했다. 한 법조인은 “이진아 전 행정관이 민정비서관실에 근무하면서 금감원 등 금융 당국의 동향을 실시간으로 옵티머스에 전달한 것 아니냐는 의심이 든다”고 했다. 이진아 전 청와대 행정관이 청와대에 들어간 2019년 10월은 조국 사태로 무자본 M&A나 사모펀드 비리 문제가 크게 논란이 됐을 때다. 그런 와중에 무자본 M&A와 사모펀드에 모두 직간접적으로 관련이 된 이씨가 어떻게 청와대 인사 검증을 뚫고 행정관으로 입성했는지 의문이 제기된다. 일각에선 “여권 내 법조인 그룹의 지원이 있었을 것”이란 말이 나왔다.
2020년 5월, 김재현 옵티머스자산운용 대표는 금감원 조사를 받던 중 '펀드 하자 치유 관련 문건'을 작성하였다. 그 안에는 “정부(문재인 정부)‧여당(더불어민주당) 관계자들이 펀드 수익자로 일부 참여해 있다. 그러니까 일부러 펀드 계약을 했다, 권력형 비리로 호도될 우려가 있다”는 등의 내용이 담겼다. 이 문건이 공개되며 정관계 로비 의혹이 불거지기 시작했다. 정씨는 이 밖에도 “김 대표가 앞으로 도피생활이나 증거인멸을 위해 필요한 내용을 작성한 문건들, 은닉에 관한 서류들을 발견했다”고 기억했다.
2020년 10월 14일, 옵티머스 전직 간부와 법조계 등에 따르면 옵티머스 사내 이사 윤석호(43‧사법연수원 41기) 변호사가 2020년 4월 “청와대에 있는 아내에게 얘기해서 사태를 막아보겠다”는 취지의 말을 경영진에 했다고 한다. 윤석호의 아내는 지난해 10월부터 올해 6월까지 청와대 민정비서관실 행정관으로 근무했던 이진아(36‧사법연수원 41기) 변호사다.

#### 각계의 반응
이혁진 전 대표의 과거 행적이 드러나자 야권에선 "옵티머스자산운용 사태에 여권 실세들의 영향력이 작용한 것 아니냐"는 의혹을 제기했다.
국민의힘은 문재인 정부의 거대한 권력형 비리 사건이라고 주장하고 있다. 옵티머스 사태에서 나오는 인물들은 문재인 대통령이 직접 나서지 않으면, 쉽게 움직이지 않을 거물급들이며, 한두개도 아니고 수많은 공공기관이 등장하고 있기 때문이다.
더불어민주당은 단순한 사기사건이지, 문재인 정부의 거대한 권력형 비리 사건이 절대 아니라고 하지만, 민주당 의원들 일부는, 권력형 비리로 갈 우려를 하고 있다. 홍익표 민주당 의원은 "권력형 게이트로 갈 수도 있다"고 가능성을 열어뒀다. 다만 가능성이라는 것은 0.1%만 있어도 가능하다고 보는 것으로 홍익표 의원의 발언 요지는 권력형 게이트로 가기에는 너무 많은 논리적 결함을 가지고 있다는 쪽으로 봐야 한다. 양향자 민주당 최고위원도 비슷한 발언을 했다. 양향자도 만약 민주당 내 옵티머스 연루자가 나올 경우 책임지게 될 것이란 원론적인 발언을 하였다.
2020년 11월 15일 라임 사태와 옵티머스 사태 두 사건이 기업사냥꾼 한모씨를 중심으로 이루어진 한뿌리일 수도 있다는 의혹이 제기되었다.

## 피해규모 및 보상
검찰이 확보한 옵티머스 펀드 투자 내역 문건에 따르면 한국방송통신전파진흥원은 13차례에 걸쳐 약 1060억 원, 농어촌공사는 30억 원, 한국마사회와 한국전력은 각각 20억 원과 10억 원을 옵티머스에 투자했다.
2021년 4월 옵티머스 사태와 연관된 해덕파워웨이가 상장폐지되어 1만여명의 소액주주가 피해를 봤다.
2020년 10월 26일 국회 행정안전부 국정감사에서 진영 행정안전부 장관은 올해 2월 본인과 배우자 및 아들 이름으로 NH투자증권이 판매한 옵티머스 펀드에 총 6억원을 투자했다. 진영 장관 본인이 1억원, 진영 장관 아내와 아들이 각각 3억원, 2억원을 투자했다고 한다. 이와 관련, 진영 장관은 지난 16일 "안정적인 상품이라는 설명을 듣고 단순 투자한 것"이라며 "저도 손실이 커 피해자"라고 해명했다.
2020년 11월 11일 금융감독원은 삼일회계법인이 지난 7월부터 4개월간 실시한 옵티머스 펀드 회계 실사 보고서를 공개하고, 펀드 가입자들이 넣은 원금 5146억원 가운데 회수 가능할 것으로 추정되는 금액은 최소 7.8%(401억원)에서 최대 15.2%(783억원)에 불과하다고 밝혔다.

## 같이 보기
- 이혁진
- 옵티머스자산운용
- 해덕파워웨이
- 라임 사태